# Ko Jeong-Woon
Ko Jeong-Woon, född 27 juni 1966 i Wanju, är en sydkoreansk fotbollstränare och före detta spelare. Under sin aktiva karriär så gjorde han bland annat 76 landskamper för Sydkoreas landslag och deltog i VM 1994.

## Meriter
Ilhwa Chunma
- K League Classic: 1993, 1994, 1995
- Koreanska Ligacupen: 1992
- AFC Champions League: 1995

Pohang Steelers
- Asiatiska Supercupen: 1998